# اسنودن (کوه)
اسنودن (انگلیسی: Snowdon؛ ‏ ‎/ˈsnoʊdən/‎) یک کوه در بریتانیا است که در گوینز واقع شده‌است. اسنودن ۱٬۰۸۵ متر بالاتر از سطح دریا واقع شده‌است.